# 東三条公恭
東三条 公恭（ひがしさんじょう きんあや、嘉永6年12月18日（1854年1月16日） - 明治34年（1901年）1月26日）は、幕末期の公家、明治時代の華族。生まれは清華家の三条家であり、三条公恭と名乗っていた。叔父三条実美の養嗣子であり、一時的には三条家の家督を相続したものの、放蕩のために廃嫡され、後に平民身分とされた。

## 略歴
嘉永6年12月18日（1854年1月16日）に三条公睦の次男として誕生するが、生後まもなく父が早世した。乳児であったことに加え、母の身分が低かったことにより、三条家は叔父の実美が嗣ぎ、公恭はその養嗣子となった。
文久3年（1863年）、実美が八月十八日の政変により京から追放され三条家を義絶されたことに伴い、三条家の家督を相続する。しかし、慶応3年（1867年）に実美が罪を許され帰京したことで家督を返上した。
慶応4年（1868年）3月、中御門経孝、毛利平六郎らと共にイギリスへ留学する。従者として尾崎三良が供をした。英語の修得に苦労したものの、1年につき300ポンド（従者には年150ポンド）の経費が支給され、大臣の息子としてヴィクトリア女王に謁見するなど厚遇を受ける。明治3年（1870年）には尾崎と共に大学に進学する。ところが明治5年（1872年）11月に体調不良のため帰国する羽目になる。しかし、公恭は留学続行を希望、実美の要請もあって再度留学の許可がおり、明治7年（1874年）10月に再びイギリスに渡航する。しかし、2度目の留学は私費留学であり、学費の捻出に苦労する。尾崎の奔走によりようやく学費を捻出、さらに明治9年（1876年）に渡欧した井上馨や当時ドイツ特命全権公使だった青木周蔵が公恭の勉学への姿勢を認めて実美に助言したことから援助は増額される。一方、この頃から公恭には遊興で浪費する悪癖がつき始めていた。
明治9年（1876年）5月16日にインナー・テンプルに入学、法学を専攻、明治13年（1880年）11月17日に法学士学位を修得する。翌明治14年（1881年）2月5日に帰国、すぐに司法省に入省し法務官僚として活躍する。同年10月1日に結婚する。この頃、実美には既に実子・公美がいたが、正式に公恭を嗣子とする決意を固め、明治15年（1882年）1月25日に公美を分家し、明治16年（1883年）4月9日に公恭を公式に華族会館会員とする。正式に三条公爵家嗣子となった公恭は、同年8月17日には中堅華族合同で各国憲法講究会の設立を、同年11月20日には「金曜会」のメンバーと協議して会館議員選挙法の改正を協議するなど、活発に活動している。
先立つ明治16年（1883年）4月13日に公恭は判事となり、7月5日に広島控訴裁判所詰めとなっていた。地方への視察なども熱心に行い業務に熱心であった一方、一時収まっていた浪費癖が再燃、義父の実美にたびたび注意を受けるようになる。明治18年（1885年）7月30日には実美を通した運動が功を奏して参事院議官補に転任したが、その転任のための旅費すら実美に援助を要請する状態になっていた。さらに同年12月22日に参事院が廃止され、公恭は実質無職となる。
しかし、この頃には公恭の花柳界遊びによる浪費は止まらない状況となった。尾崎の忠告も聞き入れない状況となり、尾崎は実美に廃嫡を進言。実美は躊躇したものの、ついに廃嫡を決断する。明治19年（1886年）6月18日に公恭は公式に司法省を退職、同年6月25日には廃嫡処分となる。代わりに嫡子となった公美と入れ代わりで分家（東三条家）を継いだのは公恭の長男・実敏で、公恭は妻と共に東三条家の厄介となる。
司法省を去った公恭はその後、英吉利法律学校（後の中央大学）でイギリス法やローマ法を講義し、明治22年（1889年）からは跡見女学校で英語の教師となる一方、明治20年（1887年）4月からは『万国法律週報』の主筆となるなど、教職や法律知識の普及に活路を見いだそうとした。が、相変わらず派手に遊興をする癖はなおらず、幾度も誓約を破る公恭に実美も愛想を尽かし、明治23年（1890年）7月15日、東三条家からも別家を余儀なくされ、妻、次男と共に平民籍に編入させられた。
その後の公恭はひっそりと暮らしていたようであるが、動向は判然としていない。明治34年（1901年）1月26日、肺炎の悪化により死去した。葬儀は「親しい姻戚と本家からの世話人2、3人しか出席していなかった」という寂しいものだったという。

## 年譜
- 万延元年（1860年）12月19日 - 従五位下
- 文久元年（1861年）12月19日 - 従五位上
- 文久2年（1862年）3月1日 - 正五位下・侍従
- 元治元年（1864年）5月4日 - 従四位下
- 慶応元年（1865年）1月15日 - 従四位上
- 慶応2年（1866年）1月10日 - 正四位下
- 明治18年（1885年）6月25日 - 廃嫡
- 同年11月5日 - 東三条家の厄介となる

## 家系
- 父：三条公睦
- 母：家女房
- 養父：三条実美
- 妻：綏子（柳生俊順（旧柳生藩主）長女、木下俊程（旧日出藩主）養女）
  - 長男：実敏 - 東三条男爵家2代当主
  - 次男：実敬